# Agenzia matrimoniale (film 1952)
Agenzia matrimoniale è un film italiano del 1952 diretto da Giorgio Pàstina.

## Trama
La signora Elena gestisce un'agenzia matrimoniale in una grande città. Da lei arrivano le persone più diverse: la signora Amalia non smette di lamentarsi del promesso sposo scelto per sua nipote, Donato ha trascinato lì il suo amico Peppino, appassionato ciclista, perché finalmente trovi una moglie. Elena ritiene che la donna ideale potrebbe essere proprio una sua cliente, Mara, che ha una grande passione per lo sport.
Quando viene a sapere che è morto il ricco industriale che si doveva sposare con Mitzi, un'altra sua cliente, Elena manda il proprio collaboratore Mario, perché ne informi Mitzi con il maggior tatto possibile e le proponga un altro pretendente. C'è poi grande attesa per l'arrivo di Lodolini e della sposa trovatagli da Elena. Infine, anche per la signora Elena potrebbe essere arrivato il momento giusto.

## Accoglienza

### Incassi
Incasso accertato a tutto il 31 marzo 1959: £ 56.775.425